# World Development
World Development ist eine multidisziplinäre wissenschaftliche Zeitschrift zu volkswirtschaftlichen Themen, das vom niederländischen Verlag Elsevier verlegt wird. Spezialgebiet ist die Entwicklungsökonomik, besonders Themen wie Armutsbekämpfung, Unterernährung, Staatsschulden und Konfliktforschung. Es wurde 1973 von Paul Streeten gegründet.
Chefredakteure sind Jampel Dell’Angelo und Angelika Rettberg (2023). Daneben gibt es eine Reihe von beratenden Redakteuren.
Der Impact Factor lag im Jahr 2016 bei 2,848, der fünfjährige Impact Factor bei 3,354. Damit lag das Journal bei dem Impact Factor auf Rang 48 von insgesamt 347 in der Kategorie Wirtschaftswissenschaften gelisteten wissenschaftlichen Zeitschriften und auf Rang 5 von 55 Zeitschriften in der Kategorie Planung und Entwicklung.
Eine Studie der französischen Ökonomen Pierre-Phillippe Combes und Laurent Linnemer listet das Journal mit Rang 34 von 600 wirtschaftswissenschaftlichen Zeitschriften in die drittbeste Kategorie A ein.